# Lucas Neill
Lucas Neill (* 9. März 1978 in Sydney) ist ein ehemaliger australischer Fußballspieler. Der Abwehrspieler verbrachte 15 Jahre seiner Karriere in England und war in den 2000er-Jahren Stammspieler in der Premier League bei den Blackburn Rovers, West Ham United und dem FC Everton.
Neill war zudem langjähriger Kapitän der australischen Fußballnationalmannschaft, für die er in 96 Länderspielen zum Einsatz kam und an den Weltmeisterschaften 2006 und 2010 teilnahm.

## Karriere

### Verein

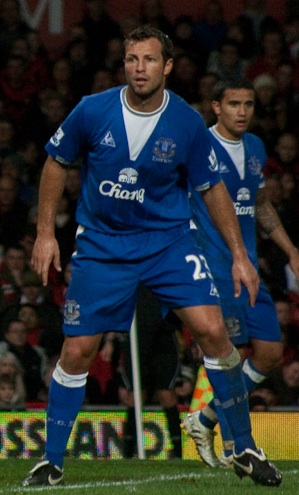
Lucas Neill im Trikot des FC Everton (2009)

Als Jugendlicher spielte Neill unter anderem am Australian Institute of Sport in Canberra, wo er ein Stipendium bekam. 1995 ging er als 17-Jähriger nach England zum damaligen Zweitligisten FC Millwall. Neill spielte sechs Jahre lang für den Londoner Verein, der ab dem Abstieg 1996 in der dritten englische Liga antrat. 2001 stieg er mit Millwall wieder in die zweite Liga auf, schloss sich jedoch nach wenigen Spielen in der neuen Saison den Blackburn Rovers an, die gerade in die Premier League aufgestiegen waren. Neill wurde hier sofort zum Stammspieler und behielt diesen Status in den kommenden fünfeinhalb Jahren. Mit den Rovers qualifizierte er sich zweimal für den UEFA-Pokal und gewann 2002 den League Cup, wobei er jedoch aufgrund seiner vorherigen Einsätze für Millwall im Pokalwettbewerb nicht spielberechtigt (cup-tied) war. Sein folgenschweres Foul am Verteidiger des FC Liverpool Jamie Carragher löste in der Saison 2003/04 einen öffentlichen Disput zwischen Offiziellen beider Vereine aus.
Im Januar 2007 kehrte Neill nach London zurück und wechselte zum Ligakonkurrenten West Ham United. Auch hier setzte er sich sofort als Stammspieler durch, wurde zum Spielmacher der Abwehrkette und im Sommer 2007 auch zum Kapitän der Mannschaft. Im September 2009 unterzeichnete er einen Einjahresvertrag beim FC Everton. Hier absolvierte er die letzten zwölf seiner 279 Partien in der Premier League. Hinter Mark Schwarzer ist Neill der Australier mit den zweitmeisten Einsätzen in der ersten englischen Liga (Stand Mai 2020).
Neill wechselte im Januar 2010 für eine Ablösesumme von 750.000 £ (840.000 €) zum türkischen Traditionsclub Galatasaray Istanbul. Sein Vertrag lief dort bis Ende Juni 2011 und wurde nicht verlängert. Sein einziges Tor in 39 Ligaeinsätzen für die Rot-gelben markierte er am 11. April 2010 im Ligaspiel gegen Diyarbakırspor.
Von Mitte 2011 bis Anfang 2013 spielte Neill für al-Jazira Club aus Abu Dhabi und al-Wasl aus Dubai. Mit al-Jazira gewann er 2012 den nationalen UAE President’s Cup und erzielte im Finale beim 3:1 gegen den Baniyas SC das Tor zum 1:0.
2013 stand er jeweils für wenige Monate beim Sydney FC und beim japanischen Verein Ōmiya Ardija unter Vertrag.
In der ersten Jahreshälfte 2014 kehrte er in die englische zweite Liga zurück, kam aber beim FC Watford und leihweise bei den Doncaster Rovers nur noch zu wenigen Einsätzen. Anschließend fand er keinen neuen Verein mehr.

### Nationalmannschaft
Neill debütierte bereits 1996 als 18-Jähriger in der australischen Fußballnationalmannschaft, kam aber bis 2003 nur zu einem weiteren A-Länderspiel. Zwischenzeitlich gewann er mit der australischen U-20-Mannschaft die U-20-Ozeanienmeisterschaft 1997 und nahm im gleichen Jahr an der Junioren-Fußballweltmeisterschaft in Malaysia teil, bei der Australien in der Vorrunde ausschied. Außerdem war er Bestandteil der australischen Fußballauswahl bei den Olympischen Sommerspielen 2000 im eigenen Land.
2004 nahm er an der Ozeanienmeisterschaft teil und stand bei Australiens Sieg in den Finalspielen gegen die Salomonische Fußballnationalmannschaft auf dem Platz. Ab 2005 wurde er zum festen Bestandteil der Mannschaft und verpasste in den kommenden Jahren kaum ein Spiel. Auch beim Confederations Cup 2005 vertrat er sein Land in allen drei Vorrundenspielen. Durch den Sieg im interkontinentalen Playoff gegen Uruguay Ende des Jahres 2005 qualifizierte sich Australien erstmals seit der Erstteilnahme 1974 wieder für eine Fußball-Weltmeisterschaft. Neill verwandelte im Elfmeterschießen im Rückspiel einen Elfmeter und wurde zum Man of the Match gewählt.
2006 nahm er an der WM-Endrunde in Deutschland teil, bei der Australien im Achtelfinale gegen den späteren Weltmeister Italien verlor. Neills Foul an Fabio Grosso in der letzten Minute der Nachspielzeit führte zum spielentscheidenden Elfmeter.
Nach der Weltmeisterschaft führte Neill seine Mannschaft erstmals in einigen Spielen als Kapitän an, musste jedoch bei der Asienmeisterschaft 2007 noch Mark Viduka den Vortritt im Amt lassen.
Die Mannschaft erreichte das Viertelfinale des Turniers, in dem sie im Elfmeterschießen gegen Japan scheiterte. Neill und sein Mitspieler Harry Kewell verschossen ihre Elfmeter.
Bei seiner zweiten WM-Teilnahme 2010 in Südafrika führte Neill Australien als Kapitän durch das Turnier. Die Mannschaft schied diesmal in der Vorrunde aus, unter anderem durch eine 0:4-Niederlage gegen Deutschland. 2011 erreichte er mit der Nationalmannschaft das Finale der Asienmeisterschaft in Katar, das in der Verlängerung erneut gegen Japan verloren ging.
Sein einziges Länderspieltor erzielte Neill am 11. Juni 2013 beim 4:0 im WM-Qualifikationsspiel gegen Jordanien. Im gleichen Jahr kam er zu seinen letzten Einsätzen im Nationaltrikot. Für die Weltmeisterschaft 2014 wurde er aufgrund mangelnder Spielpraxis nicht mehr berücksichtigt.
Insgesamt absolvierte Neill 96 Länderspiele für das australische Fußballnationalteam. 2013 wurde er mit 61 Einsätzen Rekordkapitän seines Landes.

## Nach der aktiven Karriere
Nach der Nicht-Berücksichtigung für die Weltmeisterschaft 2014 zog sich Neill aus der Öffentlichkeit zurück. 2016 wurde er im Vereinigten Königreich bankrott erklärt. Er lebt in England.

## Familie
Neills Vater Eddie war Nordire und spielte ebenfalls Fußball, bevor er 1969 nach Australien migrierte.

## Erfolge

### Verein
- Football League Second Division: 2001 mit dem FC Millwall (Aufstieg in die Football League First Division)
- Englischer League Cup: 2002 mit den Blackburn Rovers
- President’s Cup der Vereinigten Arabischen Emirate: 2012 mit al-Jazira

### Nationalmannschaft
- U-20-Ozeanienmeister: 1997
- Ozeanienmeister: 2004